# Savissivik Kirke
Savissivik Kirke er en kirke i bygden Savissivik som ligger i Avannaata Kommune helt nordvest i Grønland.
Kirken er bygget i 1962, og har 75 siddepladser. Kirkeorglet er et harmonium, og der er regelmæssigt gudstjeneste her.